# Singapour aux Jeux olympiques
Singapour a envoyé des athlètes à la plupart des Jeux olympiques d'été depuis les Jeux olympiques d'été de 1948 à Londres. Les Établissements des détroits avaient été dissous et Singapour était devenue une colonie de la couronne séparée juste trois mois avant le début de ceux-ci.
Au moment des Jeux olympiques d'été de 1964, Singapour faisait partie de la Malaisie et ses athlètes ont concouru dans la délégation de ce pays. Singapour a ensuite participé au boycott des Jeux olympiques d'été de 1980.
1 athlète de Singapour a participé aux Jeux olympiques d'hiver, cheyenne goh en 2018 en short track.
Sur l'ensemble de ses participations, Singapour a remporté une médaille d'or (en 100 m papillon masculin en 2016), deux médailles d'argent (une en haltérophilie en 1960 et une en tennis de table féminin par équipes en 2008) et deux médailles de bronze (en tennis de table féminin simple et par équipe en 2012).
Le premier titre olympique de Singapour a été remporté par le nageur Joseph Schooling à l'arrivée de la finale du 100 m papillon des Jeux olympiques de Rio 2016. 